# Ravaltojärvi
Ravaltojärvi är en sjö i kommunen Enontekis i landskapet Lappland i Finland. Sjön ligger 469 meter över havet. Arean är 72 hektar och strandlinjen är 5,27 kilometer lång. Sjön  ingår i Torne älvs huvudavrinningsområde.   Den ligger omkring 270 kilometer nordväst om Rovaniemi och omkring 950 kilometer norr om Helsingfors. 